# Tell ad-Daman (nahija)
Nahija Tell ad-Daman (ar. ناحية تل الضمان‎) je nahija u okrugu Jabal Sam'an, u sirijskoj pokrajini Alep. Površina nahije je 1.146,95 km2. Po popisu iz 2004. (prije rata), nahija je imala 47.501 stanovnika. Administrativno sjedište je u naselju Tell ad-Daman.